# Diga di Tagokura
La diga di Tagokura (田子倉ダム?, Tagokura damu) è una diga a gravità sul fiume Tadami nella prefettura di Fukushima, in Giappone. La diga alimenta una centrale idroelettrica da 380 MW.